# Tentativa de golpe de Estado na Gâmbia em 2014
A tentativa de golpe de Estado na Gâmbia em 2014 teve inicio durante a noite de 30 de dezembro de 2014 quando um tiroteio irrompeu na capital da Gâmbia, Banjul.

## Antecedentes
No momento da tentativa de golpe de Estado o presidente Yahya Jammeh estava fora do país, com fontes diferindo sobre sua estadia na França ou em Dubai.  Jammeh, que chegou ao poder em um golpe de Estado em 1994, experimentou várias tentativas de golpe contra o seu regime e por vezes acusou o Reino Unido e os Estados Unidos de estarem por trás dessas tentativas. Anteriormente, em novembro de 2014, Jammeh condenou a União Europeia por sua resposta à crescente discriminação anti-LGBT sob seu governo. No mês seguinte, essas mesmas medidas fizeram com que os Estados Unidos removessem a Gâmbia de um de seus programas comerciais.

## Conspirando o golpe
Em 2013, o presidente Jammeh demitiu o comandante de sua guarda presidencial, o tenente-coronel Lamin Sanneh. Sanneh, em seguida, fugiu para Washington, D.C. Nos Estados Unidos, conheceu Njaga Jagne, um colega refugiado da Gâmbia e ex-oficial da Guarda Nacional de Kentucky. Sanneh, Jagne e alguns outros logo conceberam um complô para derrubar o presidente Jammeh.
Jagne convenceu Cherno Nije, um empresário texano também da Gâmbia, para ajudar a financiar o projeto. Jagne também recrutou Papa Faal, outro gambiano e veterano do exército estadunidense, bem como vários gambianos que viviam na Europa. Banka Manneh, outro refugiado gambiano e amigo de Sanneh, afirmou que ele seria capaz de reunir uma força de 160 soldados dentro da Gâmbia para ajudar no golpe.

## Eventos
Em 30 de dezembro de 2014, os pistoleiros recrutados pelos conspiradores atacaram a Casa Estatal da Gâmbia, a residência oficial do presidente. A imprensa local rapidamente os identificou como tendo entrado no país a partir do vizinho Senegal sob o comando do tenente-coronel Lamin Sanneh.  Os homens armados envolveram-se em fogo pesado com as forças do governo. Soldados bloquearam vários pontos de entrada para a cidade,  e um apagão completo da rádio e da televisão estatal foi posto em prática.
Os combates encerrariam mais tarde durante o dia. Bancos e outros empreendimentos permaneceram fechados, com a rádio estatal tocando música tradicional e não mencionando nada sobre os acontecimentos da noite.  Quatro pessoas, incluindo Sanneh e Njaga Jagne, foram mortas e várias outras feridas.
Como os pistoleiros não conseguiram consolidar o controle, o golpe de Estado fracassou. Jammeh retornou no dia seguinte e reorganizou seu gabinete em 10 de janeiro. 

## Consequências
Após o fracasso do golpe de Estado, Papa Faal, um dos co-conspiradores, entrou na embaixada dos Estados Unidos em Dacar, Senegal, em busca de proteção. No entanto, ele seria interrogado. Em 1 de janeiro de 2015, o  Federal Bureau of Investigation (FBI) invadiu casas na Georgia, em Kentucky, em Minnesota e no Texas como parte de uma investigação sobre o golpe. Naquele mesmo fim de semana, o FBI também invadiu os escritórios de uma empresa de desenvolvimento no Texas. O proprietário da empresa do Texas, Cherno Nije, foi preso no Aeroporto Internacional Washington Dulles e acusado de violar a Lei de Neutralidade de 1794.  Durante a incursão à casa de Nije no Texas, o FBI encontrou um manifesto intitulado “Gambia Reborn: A Charter for Transition from Dictatorship to Democracy and Development”, bem como uma planilha detalhando o orçamento de US$ 221.000 da tentativa do golpe financiado pelo Nije, que era um milionário. 
Faal também foi acusado e mais tarde declarou-se culpado.  Outros dois, Alagie Barrow de Tennessee e Banka Manneh da Georgia, também foram acusados.  Ambos mais tarde se declarariam culpados também. 
The Washington Post revelou depois que o FBI havia interrogado Sanneh em sua casa em Maryland e, posteriormente, avisou as autoridades senegalesas sobre a conspiração através do Departamento de Estado.